# Acidente do Tupolev Tu-104 da Aeroflot em 1958
O acidente do Tupolev Tu-104 da Aeroflot em 1958 ocorreu em 17 de outubro de 1958, quando um Tupolev Tu-104A da Aeroflot voando em uma rota internacional de Pequim a Moscou, caiu devido ao mau tempo perto da cidade de Kanash, Chuváchia, Rússia, 400 milhas a leste de Moscou, matando todas as 80 pessoas a bordo. O voo transportava delegações diplomáticas de alto nível de vários países soviéticos, como China, Alemanha Oriental e Tchecoslováquia. Foi apenas o segundo acidente fatal envolvendo o Tu-104 que havia sido introduzido na frota da Aeroflot dois anos antes, e o mais mortal na história da aeronave até a queda do Voo 902 em 1962.

## Aeronave
A aeronave envolvida no acidente era um Tupolev Tu-104A, prefixo CCCP-42362 da Aeroflot, fabricado em 1958. O modelo do Tu-104A foi um relativamente nova aeronave no momento, tendo sido introduzido em 1956. Foi com base no design do bombardeiro soviético Tupolev Tu-16, mas incluiu uma fuselagem mais larga, pressurizado, a fim de adicionar assentos de passageiros. No momento do acidente, o CCCP-42362 havia sustentado apenas 465 horas de voo e estava em serviço há menos de três meses.

## Passageiros e tripulação

### Tripulação
A bordo estavam três comissários de bordo e uma tripulação da cabine composta por:
- Verificador do Capitão: Garold Dmitrievich Kuznetsov
- Capitão: Anton Filimonovich Artemov
- Copiloto: Igor Alexandrovich Rogozin
- Engenheiro de voo: Ivan Vladimirovich Veselov
- Navegador: Yevgeny Andreevich Mumrienko
- Operador de rádio: Alexander Sergeevich Fedorov

### Passageiros

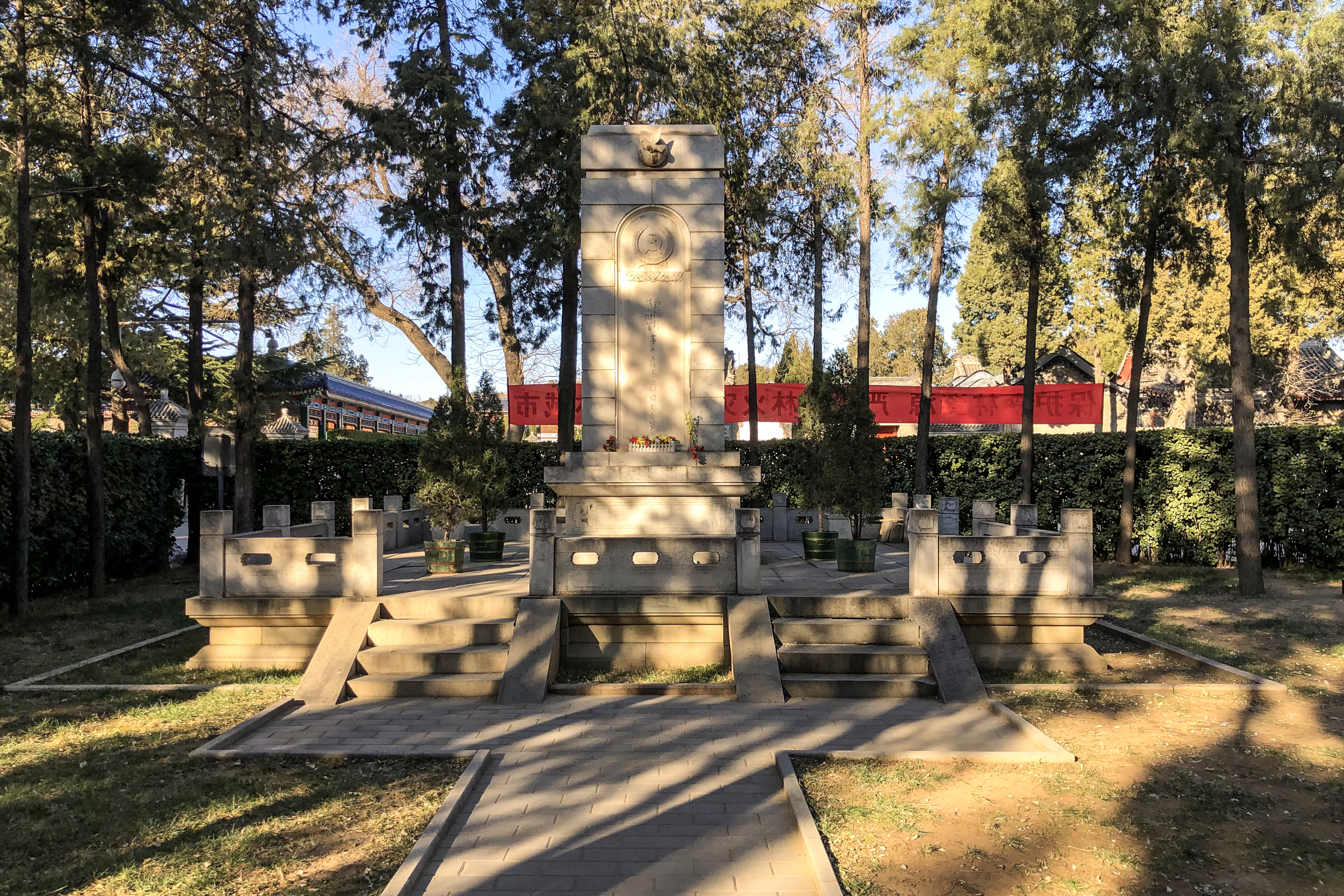
Monumento às vítimas do acidente no Cemitério Revolucionário de Babaoshan

Os passageiros a bordo do voo consistiam em grande parte de delegações diplomáticas de várias nações estrangeiras, a maioria delas aliadas soviéticas, que estavam a caminho de Moscou para um evento oficial. O maior grupo de passageiros a bordo da aeronave eram cidadãos soviéticos, no entanto, uma delegação do Partido Comunista Chinês de dezesseis pessoas liderada por Zheng Zhenduo e Tsai Sha-fan constituiu o maior grupo de cidadãos estrangeiros no voo. Entre os integrantes da delegação chinesa estava o proeminente escritor e acadêmico Zheng Zhenduo. O único cidadão cambojano no voo era o embaixador de Camboja na China.

### Nacionalidades
| Nacionalidade     | Passageiros | Tripulação | Total |
| ----------------- | ----------- | ---------- | ----- |
| União Soviética   | 17          | 9          | 26    |
| China             | 16          | 0          | 16    |
| Tchecoslováquia   | 8           | 0          | 8     |
| Alemanha Oriental | 5           | 0          | 5     |
| França            | 5           | 0          | 5     |
| Hungria           | 5           | 0          | 5     |
| Romênia           | 3           | 0          | 3     |
| Sudão             | 3           | 0          | 3     |
| Marrocos          | 3           | 0          | 3     |
| Reino Unido       | 2           | 0          | 2     |
| Polônia           | 1           | 0          | 1     |
| Iraque            | 1           | 0          | 1     |
| Camboja           | 1           | 0          | 1     |
| Laos              | 1           | 0          | 1     |
| Total             | 71          | 9          | 80    |

## Acidente
O CCCP-42362 decolou de Pequim a caminho de Moscou em 17 de outubro de 1958. Ele pousou em sua escala em Omsk, Rússia, antes de continuar a oeste até seu destino final. Ao se aproximar do Aeroporto Internacional Vnukovo, a autorização para pousar foi negada pelos controladores devido ao forte nevoeiro. Os pilotos desviaram para seu alternativo, o Aeroporto de Gorky, antes de seguir para Sverdlovsk depois que o clima em Gorky também foi considerado inadequado para o pouso. Neste ponto, a aeronave estava voando a uma altitude de 10.000 metros (33.000 pés) quando repentinamente voou para uma área de alta turbulência, fazendo com que a aeronave experimentasse um aumento repentino e drástico no eixo do avião.
Pega em uma poderosa corrente ascendente, a aeronave atingiu abruptamente uma altitude de 12.000 metros (39.000 pés). De acordo com um dos pilotos pela gravação de voz da cabine, a aeronave estava "de cabeça pra baixo" e logo depois entrou em um mergulho quase vertical seguido em parafuso. Apesar dos esforços da tripulação, a força nos estabilizadores horizontais da aeronave era muito grande para os pilotos superarem e um impacto com o solo tornou-se inevitável. O piloto em comando do voo, Harold Kuznetsov, instruiu o operador de rádio a transmitir detalhes sobre a situação da aeronave aos controladores de solo antes de gritar "... estamos morrendo! Adeus!", de acordo com gravações de caixa preta. Às 21:30 MSK, o Tupolev caiu perto da estação ferroviária de Apnerka, a oeste da cidade de Kanash, matando todos os 80 ocupantes a bordo.

## Conclusões
A investigação sobre o acidente foi liderada pelo Ministro de Produção de Aeronaves Mikhail Krunichen e o Chefe da Aeronáutica Pavel Zhigarev, chefe da Aeroflot. A causa do acidente foi determinada como uma perda de controle como resultado do voo da aeronave em uma área de forte turbulência que a fez exceder os ângulos críticos de ataque. Esta conclusão foi determinada comparando a experiência de outros pilotos do Tu-104 que relataram casos semelhantes após voar a altitudes de 8.000 metros (26.000 pés) e superiores, e análise das caixas pretas. Como resultado do acidente, as autoridades limitaram o nível máximo de voo do Tu-104 a 9.000 metros (29.500 pés) e um redesenho dos estabilizadores da aeronave foi realizado.